# Hardkor Disko
Hardkor Disko – polski dramat z 2014 roku, debiut reżyserski Krzysztofa Skoniecznego. Film otrzymał główną nagrodę (Grand Prix „Wielki Jantar”) na 33. Koszalińskim Festiwalu Debiutów Filmowych „Młodzi i Film”. Marcin Kowalczyk zdobył główną nagrodę za rolę męską, a Agnieszka Wosińska – za rolę kobiecą. 
Film promowany był teledyskiem do piosenki „Hajs” Mistera D. z płyty „Społeczeństwo jest niemiłe”. 

## Obsada
- Marcin Kowalczyk jako Marcin
- Jaśmina Polak jako Ola Wróblewska
- Agnieszka Wosińska jako Pola Wróblewska, matka Oli
- Janusz Chabior jako Aleksander Wróblewski, ojciec Oli

i inni